# China Open (snooker)
O China Open (chinês: 斯诺克中国公开赛 (na China), 中國桌球公開賽 (en Hong Kong)) é o um torneio de snooker profissional , que conta para os rankings mundiais de snooker.

## Vencedores
| Ano                                              | Vencedor                          | Finalista                         | Pontuação final                   |                                   |
| Singha Thailand Classic (ranking)                | Singha Thailand Classic (ranking) | Singha Thailand Classic (ranking) | Singha Thailand Classic (ranking) | Singha Thailand Classic (ranking) |
| ------------------------------------------------ | --------------------------------- | --------------------------------- | --------------------------------- | --------------------------------- |
| 1995                                             | John Parrott                      | Nigel Bond                        | 9 - 6                             |                                   |
| Suntory Asian Classic (ranking)                  |                                   |                                   |                                   |                                   |
| 1996                                             | Ronnie O’Sullivan                 | Brian Morgan                      | 9 - 8                             |                                   |
| Catch China Challenge (não contava para ranking) |                                   |                                   |                                   |                                   |
| 1997                                             | Steve Davis                       | Jimmy White                       | 7 - 4                             |                                   |
| China International (ranking)                    |                                   |                                   |                                   |                                   |
| 1999                                             | John Higgins                      | Billy Snaddon                     | 9 - 3                             |                                   |
| 1999                                             | Ronnie O'Sullivan                 | Stephen Lee                       | 9 - 2                             |                                   |
| China Open (ranking)                             |                                   |                                   |                                   |                                   |
| 2000                                             | Ronnie O'Sullivan                 | Mark Williams                     | 9 - 3                             |                                   |
| 2002                                             | Mark Williams                     | Anthony Hamilton                  | 9 - 8                             |                                   |
| 2005                                             | Ding Junhui                       | Stephen Hendry                    | 9 - 5                             |                                   |
| 2006                                             | Mark Williams                     | John Higgins                      | 9 - 8                             |                                   |
| 2007                                             | Graeme Dott                       | Jamie Cope                        | 9 - 5                             |                                   |
| 2008                                             | Stephen Maguire                   | Shaun Murphy                      | 10 - 9                            |                                   |
| 2009                                             | Peter Ebdon                       | John Higgins                      | 10 - 8                            |                                   |
| 2010                                             | Mark J. Williams                  | Ding Junhui                       | 10 - 6                            |                                   |
| 2011                                             | Judd Trump                        | Mark Selby                        | 10 - 8                            |                                   |
| 2012                                             | Peter Ebdon                       | Stephen Maguire                   | 10 - 9                            |                                   |